# Hylophorbus rufescens
Hylophorbus rufescens är en groddjursart som beskrevs av Macleay 1878. Hylophorbus rufescens ingår i släktet Hylophorbus och familjen Microhylidae. IUCN kategoriserar arten globalt som livskraftig. Inga underarter finns listade i Catalogue of Life.